# Blohm & Voss BV 142
Le Blohm & Voss BV 142 est un avion de reconnaissance quadrimoteur allemand de la Seconde Guerre mondiale. Il ne fut jamais produit en série et les quatre prototypes construits furent convertis pour les besoins de la Luftwaffe, ils furent détruits en 1942.